# Anneli Lax
Anneli Cahn Lax, född den 23 februari 1922 i Katowice, död den 24 september 1999 i New York, var en amerikansk matematiker. Hon var redaktör för New Mathematical Library Series vid Mathematical Association of America och arbetade med att reformera matematikutbildningen genom att inkludera språkkunskaper.

## Biografi
Lax tog en kandidatexamen i matematik 1942 vid Adelphi University(en) på Long Island. 1956 disputerade hon vid New York University på avhandlingen Cauchy's Problem for a Partial Differential Equation with Real Multiple Characteristics med handledaren Richard Courant(en). Hon blev senare professor i matematik där. År 1977 tilldelades hon George Pólya Award för sin artikel: Linear Algebra, A Potent Tool, Vol. 7 (1976), 3-15. Hon var gift med matematikern Peter Lax.
Lax var redaktör för New Mathematical Library Series, utgiven av Mathematical Association of America. Serien började publiceras 1961 och nådde 36  volymer 1995. Dess mål var att göra matematik tillgänglig för den genomsnittliga läsaren samtidigt som den fortfarande var tekniskt korrekt. De två första böckerna var: Numbers: Rational and Irrational av Ivan Niven och What Is Calculus About? av WW Sawyer.
År 1980 gav matematikinstitutionen vid New York University Lax i uppdrag att utforma en kurs i matematik för förstaårsstudenter.  Hon utarbetade en kurs kallad "Matematiskt tänkande", vilken presenterade matematik inte som en samling fakta utan som en uppsättning problem som skulle analyseras och lösas. "Det finns en missuppfattning bland människor och skolbarn om matematikens natur", sa hon i en intervju 1979. "De anser att det är en fråga om regler och lagar istället för att tänka." Hon menade att eleverna var pressade att komma med rätt svar snabbt, utan tid att analysera.
Vid sessionen Mathematics as a Humanistic Discipline under en konferens sade Lax: "Jag är övertygad om att användningen av språk – att läsa, skriva, lyssna och tala är en väsentlig del av att lära sig allt, och särskilt matematik." En hörnsten i Lax arbete med att reformera utbildningen var betoningen på att lyssna. Hon  bad sina elever förklara innebörden bakom exponentialfunktioner muntligt och skriftligt om hur de löste problemet. Hon trodde att lyssna på elevernas idéer skulle förbättra elevernas prestationer och inställning till matematik.